# Camille Schmit
Camille Schmit est un compositeur belge né à Aubange (province de Luxembourg) le 30 mars 1908 et mort à Limelette (Brabant) le 11 mai 1976.

## Biographie
Étudiant au Conservatoire royal de Bruxelles de 1928 à 1937, il y reçoit l'enseignement de Raymond Moulaert, Paul de Maleingreau, Joseph Jongen, Léon Jongen et Jean Absil ; il fut un membre actif du Séminaire des Arts fondé par André Souris. Organiste à Longwy de 1923 à 1939 puis à la cathédrale d'Arlon de 1940 à 1948, il se tourne vers l'enseignement au Conservatoire royal de musique de Liège, où il enseigne l'harmonie (1947-1959) puis le contrepoint et la fugue (1959-1966). En 1966, il est nommé directeur de la section francophone du Conservatoire royal de musique de Bruxelles.
Dans ses compositions, il se sert souvent de l'écriture polytonale puis du dodécaphonisme. Par la suite, cette dernière discipline évoluera vers un mode d'expression qui utilise les ressources du total chromatique. Ses compositions ont été exécutées mondialement et plusieurs d'entre elles ont été gravées sur disque.
Il a épousé la compositrice Jacqueline Fontyn en 1961, et ils ont eu deux enfants, Pierre Schmit en Ariane (Naira) Schmit.